# Carré de Luo Shu
 (mai 2015).

Représentation originale du carré de Luoshu

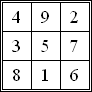
Représentation moderne du carré de Lo Shu sur le modèle du carré magique.

Le carré de Luo Shu est  un diagramme mathématique et ésotérique chinois du IIe siècle av. J.-C. C’est le plus ancien carré magique d'ordre 3 connu à ce jour. Le carré de Luo Shu est un élément important du Feng shui. Ce diagramme est probablement à l'origine de nombreux jeux mathématiques, comme le carré magique, le carré latin ou plus récemment, le sudoku.
En chinois, ce carré est connu sous plusieurs noms. On l'appelle le diagramme des neuf palais, mais aussi le calcul des neuf palais, ou tout simplement le Luo Shu .

## Histoire
En 1977, un archéologue procède à des fouilles dans un des xians de la municipalité de Fuyang, située dans la province de Anhui, en Chine. Il découvre deux tumulus datant de la dynastie des Han antérieurs, et plus précisément de l'an 9 du règne de Han Wendi, ce qui correspond à l'an 173 av. J.-C. Dans un de ces tumulus, on trouve un plateau de divination taiyi (太乙) des « Neuf palais » (九宫). Ce plateau est en fait un carré magique datant de la dynastie Han. Avant cette découverte, l'existence de ce type de plateau n'était connue que grâce aux Notes de transmission des arts mathématiques (zh), un traité datant de la dynastie des Han postérieurs.
Au XIIe siècle, sous la dynastie des Song du Sud, le mathématicien Yang Hui va plus loin que le carré de Luo Shu et décrit un algorithme dans lequel on choisit « l'impair pour ajouter un ancien »《续古摘奇算法》. Sous ce titre un peu obscur, on trouve la description de la méthode de construction du carré magique d'ordre 3 : 《九子斜排，上下对易，左右相更，四维挺出，戴九履一，左三右七，二四为肩，六八为足》. Une traduction mot à mot donne ceci : « Les 9 fils, alignés en oblique ; permuter ce qui est en haut et en bas ; échanger la gauche avec la droite ; produire en ligne droite quatre dimensions ; 9 en tête, 1 en bas ; à gauche 3, à droite 7 ; 2-4 comme épaules, 6-8 comme pieds. ».[incompréhensible] Yang énonce cette méthode de construction d'un carré magique, environ trois cents ans avant que le mathématicien français Claude-Gaspard Bachet de Méziriac n'énonce la sienne dans ses Problèmes plaisants et délectables.
La somme des nombres de toutes les lignes, qu'elles soient horizontales, verticales ou diagonales, est systématiquement le 15. Sachant que dans la culture chinoise les valeurs symboliques du yin sont 6 et 8, et celle du yáng sont 7 et 9, on remarquera que ce nombre de 15 correspond à l'addition du yin et du yang (7+8 ou 6+9).